# Terri Gibbs
Terri Gibbs (* 15. Juni 1954 als Teresa Fay Gibbs in Miami, Florida) ist eine US-amerikanische Country- und Gospelsängerin.

## Anfänge
Die durch eine Frühgeborenenretinopathie blinde Terri Gibbs lernte im Alter von drei Jahren Klavier spielen. Von ihren Eltern beeinflusst befasste sie sich zunächst mit Gospelmusik. Später begeisterte sie sich für Country. Ihre Vorbilder waren unter anderem Elvis Presley und Ray Charles. Nach dem Gewinn mehrerer Talentwettbewerbe unternahm sie 1972 nach einer zufälligen Begegnung mit Chet Atkins einen ersten Versuch, in Nashville Fuß zu fassen.
Terri kehrte 1974 mit leeren Händen nach Florida zurück, wo sie sich der Gruppe Sound Dimension anschloss. Ein College-Studium brach sie nach wenigen Monaten ab. 1975 gründete sie ihre eigene Band, die bis 1980 in einem Restaurant fest engagiert war.

## Karriere
1980 gelangte ein Demo in die Hände des Produzenten Ed Penney, der sie im gleichen Jahr für das MCA-Label unter Vertrag nahm. Wenig später erschien ihr erstes Album Somebody’s Knockin’. Der von ihr selbst komponierte Titelsong konnte sich in der Country-Top-10 platzieren und erhielt eine Grammy-Nominierung. Von der Academy of Country Music wurde sie zur besten Nachwuchssängerin des Jahres gewählt. Ihre nächsten Singles waren ebenfalls erfolgreich. 1981 trat sie zum ersten Mal in der Grand Ole Opry auf. Von der renommierten Country Music Association erhielt sie den Horizon Award, mit dem alljährlich das vielversprechendste Talent ausgezeichnet wird.
Nach dem guten Start konnte Gibbs ihre Position nur wenige Jahre behaupten. 1982 wurden einige leidlich erfolgreiche Alben und Singles veröffentlicht. Mit der Country-Legende George Jones ging sie auf eine ausgedehnte Tournee und spielte einige Duetts ein. 1985 wechselte sie zu Warner Brothers, konnte sich aber nur in den hinteren Rängen der Top-100 platzieren. Ein Jahr später kehrte sie zu ihren Ursprüngen, der Gospel Musik, zurück. Ihre beim Word Records Label produzierten Singles schafften es einige Male in die christlichen Charts. 1988 heiratete sie, ein Jahr später kam ihr Sohn zur Welt. Terri Gibbs zog sich anschließend aus dem Musikgeschäft zurück, um sich ihrer Familie zu widmen.

## Diskografie

### Studioalben
| Jahr | Titel                             | Höchstplatzierung, Gesamtwochen, AuszeichnungChartplatzierungen (Jahr, Titel, Platzierungen, Wochen, Auszeichnungen, Anmerkungen) | Höchstplatzierung, Gesamtwochen, AuszeichnungChartplatzierungen (Jahr, Titel, Platzierungen, Wochen, Auszeichnungen, Anmerkungen) | Anmerkungen                     |
| Jahr | Titel                             | US | Country | Anmerkungen                     |
| ---- | --------------------------------- | --- | --- | ------------------------------- |
| 1981 | Somebody’s Knockin                | US53 (25 Wo.)US | Country6 (34 Wo.)Country | Erstveröffentlichung: März 1981 |
| 1981 | I’m a Lady                        | — | Country40 (21 Wo.)Country |                                 |
| 1982 | Some Days It Rains All Night Long | — | Country33 (15 Wo.)Country |                                 |
| 1983 | Over Easy                         | — | Country32 (15 Wo.)Country |                                 |
| 1985 | Old Friends                       | — | Country58 (9 Wo.)Country |                                 |

Weitere Veröffentlichungen
- 1985: The Best of
- 1987: Turn Around
- 1988: Comfort the People
- 1990: What a Great Day
- 2002: No Doubt About It
- 2010: Your Grace Still Amazes Me

### Singles
| Jahr | Titel Album                                      | Höchstplatzierung, Gesamtwochen, AuszeichnungChartplatzierungen (Jahr, Titel, Album, Platzierungen, Wochen, Auszeichnungen, Anmerkungen) | Höchstplatzierung, Gesamtwochen, AuszeichnungChartplatzierungen (Jahr, Titel, Album, Platzierungen, Wochen, Auszeichnungen, Anmerkungen) | Anmerkungen                        |
| Jahr | Titel Album                                      | US | Country | Anmerkungen                        |
| ---- | ------------------------------------------------ | --- | --- | ---------------------------------- |
| 1980 | Somebody’s Knockin’                              | US13 (22 Wo.)US | Country8 (20 Wo.)Country | Erstveröffentlichung: Oktober 1980 |
| 1981 | Rich Man Somebody’s Knockin’                     | US89 (5 Wo.)US | Country19 (12 Wo.)Country | Erstveröffentlichung: Juni 1981    |
| 1981 | I Wanna Be Around I’m a Lady                     | — | Country38 (10 Wo.)Country |                                    |
| 1981 | Mis’ry River I’m a Lady                          | — | Country12 (17 Wo.)Country |                                    |
| 1982 | Ashes To Ashes Some Days It Rains All Night Long | — | Country19 (13 Wo.)Country |                                    |
| 1982 | Some Days It Rains All Night Long                | — | Country45 (8 Wo.)Country |                                    |
| 1982 | Baby I’m Gone Some Days It Rains All Night Long  | — | Country33 (14 Wo.)Country |                                    |
| 1983 | Anybody Else’s Heart But Mine Over Easy          | — | Country17 (17 Wo.)Country |                                    |
| 1983 | Tell Mama Over Easy                              | — | Country65 (8 Wo.)Country |                                    |
| 1985 | A Few Good Men Old Friends                       | — | Country43 (12 Wo.)Country |                                    |
| 1985 | Rockin’ In A Brand New Cradle Old Friends        | — | Country70 (5 Wo.)Country |                                    |
| 1985 | Someone Must Be Missing You Tonight Old Friends  | — | Country70 (5 Wo.)Country |                                    |
| 1987 | Turn Around                                      | — | Country87 (3 Wo.)Country |                                    |

Weitere Singles
- 1991: One to Grow On